# Holly Aird
Holly Aird, född 18 maj 1969 i Aldershot, Hampshire, är en brittisk skådespelare.
Aird har bland annat medverkat i TV-serierna Stulen identitet från 2010, Saknad, aldrig glömd från 2017, Morden i Barking från 2022 och Hijack från 2023. Hon har även medverkat i filmen Fever Pitch - En i laget från 1997.

## Filmografi (i urval)
- 1997:  Fever Pitch - En i laget
- 2000–2005 – Mördare okänd (TV-serie)
- 2010: Stulen identitet
- 2017: Saknad, aldrig glömd
- 2022: Morden i Barking
- 2023: Hijack